# Macromeracis engeli
Macromeracis engeli är en tvåvingeart som först beskrevs av Lindner 1943.  Macromeracis engeli ingår i släktet Macromeracis och familjen vapenflugor. Inga underarter finns listade i Catalogue of Life.